# 棱皮龜
棱皮龜（學名：Dermochelys coriacea），在中文裏也可稱為三菱龜，是一類巨型的海龜，也是目前世界上最重的爬蟲動物。

## 特徵
棱皮龜全身深藍或黑色，身上散佈白色或米白色斑點，擅於潛泳，可在深至1,000公尺海底活動，在面對人類的時候較為溫順，習慣利用自己龐大的體型來阻嚇其他海洋動物，以水母為主食。
棱皮龜的龜甲並非純粹的骨頭，全部軟化成膠質，硬度不如一般烏龜，因此導致很多肉食海洋動物（大白鯊、虎鯨等）會以牠為食。棱皮龜背面没有角質板，被以柔軟的革質皮膚，上面有7條縱棱，棱間微凹如溝，腹甲骨化不完全，有5條縱棱；四肢呈鳍足狀，没有爪，前肢甚長，後肢短；尾短；體背為漆黑色或暗褐色，微帶黄斑，腹面色淺。
作為世界上體型最大的龜鳖目動物，棱皮龜平均體長可達2.5公尺，最長3公尺，而棱皮龜的平均體重就有1噸。
棱皮龜之所以長得如此巨大，是因為其吃掉大量移動緩慢的水母所致。棱皮龜只需一天就可吃掉相當於自身體重73%的食物，相當於1.6萬卡路里，高出其生存所需3到7倍，這也是為何棱皮龜這種號稱“吃水母機器”需要鋒利牙齒的原因。牙齒給了棱皮龜進化優勢，鋒利、尖銳、向內傾倒的牙齒可預防水母逃脫。這也意味著棱皮龜能吃各種水母，包括小如蜜蜂、或大如獅子的水母。棱皮龜也有特別長的食道，甚至延伸到胃部以外再環繞回來，它就像傳送帶一樣可捕捉、儲存以及持續消化食物。
當小棱皮龜出生時，其體長只有7.6公分。但在吃掉大量水母後，其體長可達1.22公尺到1.83公尺。棱皮龜是遷徙物種，每年要游1.6萬公里，它們需要竭盡所能才能游得如此之遠。由於水母並非補充能量的最好食物，所以棱皮龜的最好辦法就是每一次盡可能多吃水母。
儘管棱皮龜有著出色的消化系統，但它們依然無法區分水母和海水中塑料垃圾漂浮物，這是棱皮龜正面臨滅絕的最大擔憂。

## 分布
主要分佈在熱帶太平洋、大西洋和印度洋，偶爾也見於溫帶海洋。分布於熱帶至溫帶海域、北至西伯利亞海岸以及中國大陸沿海、台灣沿岸等海域，多棲息於熱帶海水的中、上層，有时可進入近海和港灣中。該物種的模式產地在義大利。

## 保護
棱皮龜在許多國家都是保護動物，美國早在1970年6月2日就將其列為瀕危物種，2012年更在加州、俄勒岡州和華盛頓州沿海劃出41,914平方英里的保護區。波多黎各從2005年开始，每年舉行棱皮龜季，提升大眾對棱皮龜的認識。此外它也是中國國家一級保護動物。
馬來西亞的棱皮龜種群在1960年代之後急速下滑，自1993年之後馬來西亞附近再也沒有出現過產卵的棱皮龜。2007年馬來西亞漁業部甚至打算克隆棱皮龜以擴充其種群數量，但計劃的可行性遭到許多生物學家的質疑。

## 外部連結
National Geographic （页面存档备份，存于）